# 12.ª Calle Suroeste
La 12.ª Calle Suroeste o Duodécima Calle Suroeste es una arteria vial del cuadrante suroeste de Managua, Nicaragua. Se extiende de este a oeste, conectando zonas históricas del centro con barrios residenciales al occidente de la ciudad.

## Trazado
Su recorrido comienza en la Avenida Bolívar, en el Centro histórico, extendiéndose hacia el oeste por barrios como Monseñor Lezcano. Cruza importantes vías como la NIC-2, la 27.ª Avenida Suroeste y la 35.ª Avenida Suroeste, hasta finalizar en la 38.ª Avenida Suroeste, en la zona conocida como Loma Verde.

## Intersecciones principales
- Avenida Bolívar (Managua) – Eje fundacional de la ciudad
- NIC 2  – Carretera nacional hacia occidente
- 27.ª Avenida Suroeste – Conexión con barrios del suroeste intermedio
- 35.ª Avenida Suroeste – Acceso a Loma Verde
- 38.ª Avenida Suroeste – Final del recorrido

## Barrios que atraviesa
- Centro histórico
- Monseñor Lezcano
- Loma Verde

## Coordenadas
12°8′25″N 86°17′17″O / 12.14028, -86.28806